# تود فارمر
تود فارمر (بالإنجليزية: Todd Farmer)‏ مواليد 21 نوفمبر 1968 هو كاتب وممثل أمريكي، قام بكتابة سكريبت فيلم جيسون إكس (2001) و محرك غاضب (2011) و غيرها .

## أعماله
| السنة | الفيلم              | الدور       | الكتابة |
| ----- | ------------------- | ----------- | ------- |
| 2001  | جيسون إكس           | دالاس       | كاتب    |
| 2007  | الرسل               |             | القصة   |
| 2009  | My Bloody Valentine | فرانك تروكر | كاتب    |
| 2009  | الرسل 2             |             | كاتب    |
| 2011  | محرك غاضب           | فرانك       | كاتب    |
| 2014  | American Muscle     | سام         | ممثل    |

## روابط خارجية
- الموقع الرسمي
- تود فارمر على موقع IMDb (الإنجليزية)
- تود فارمر على موقع ألو سيني (الفرنسية)
- تود فارمر على موقع أول موفي (الإنجليزية)
- تود فارمر على موقع قاعدة بيانات الأفلام السويدية (السويدية)
- تود فارمر على موقع قاعدة بيانات الفيلم (الإنجليزية)
- تود فارمر على موقع كينوبويسك (الروسية)